# Euphyia sultania
Euphyia sultania là một loài bướm đêm trong họ Geometridae.